# Saison 1966-1967 du Bayern Munich
Chronologie
Saison précédente Saison suivante
La saison 1966-1967 est la 2e saison du Bayern Munich consécutive en Bundesliga.

## Transferts

### Transferts estivaux
| Nom                      | Nationalité | Poste     | Transfert | Provenance/Destination | Division           |
| ------------------------ | ----------- | --------- | --------- | ---------------------- | ------------------ |
| Arrivées                 |             |           |           |                        |                    |
| Stefan Bacak             |             |           |           |                        |                    |
| Wolfgang Comploy         |             |           |           |                        |                    |
| Günther Nasdalla         | Allemagne   | Attaquant |           | Viktoria Cologne       | Regionalliga Ouest |
| Klaus Walleitner         | Allemagne   | Milieu    |           | TSV Rosenheim          |                    |
| Rudolf Schmidt           | Allemagne   | Attaquant |           | Meidericher SV         | Bundesliga         |
| Franz Roth               | Allemagne   | Milieu    |           | SpVgg Kaufbeuren       |                    |
| Hans-Georg Schwarzenbeck | Allemagne   | Défenseur |           | Bayern Munich U19      | -                  |
| Départs                  |             |           |           |                        |                    |
| Günter Kaussen           | Allemagne   | Attaquant |           |                        |                    |
| Manfred Mokosch          | Allemagne   | Défenseur |           |                        |                    |
| Karl Schneider           | Allemagne   | Attaquant |           | Schwaben Augsburg      |                    |
| Kurt Kroiß               | Allemagne   | Attaquant |           |                        |                    |
| Dieter Danzberg          | Allemagne   | Défenseur |           |                        |                    |
| Ramiro Blacut            | Bolivie     | Attaquant |           | Bolívar La Paz         | D1                 |
| Hubert Windsperger       | Allemagne   | Défenseur |           | Preußen Münster        | Regionalliga Ouest |

### Transferts hivernaux
| Nom      | Nationalité | Poste | Transfert | Provenance/Destination | Division |
| -------- | ----------- | ----- | --------- | ---------------------- | -------- |
| Arrivées |             |       |           |                        |          |
| Départs  |             |       |           |                        |          |

## Compétitions
| Bundesliga         | Coupe d'Allemagne                   | Coupe des coupes                        |
| ------------------ | ----------------------------------- | --------------------------------------- |
| Sixièmes 37 points | Vainqueur face au Hambourg SV (4-0) | Vainqueur face au Glasgow Rangers (1-0) |
| 16V 5N 13D         | 5V 0N 0D                            | 6V 2N 1D                                |
| TOTAL: 27V 7N 14D  |                                     |                                         |

### Championnat

#### Évolution du classement et des résultats
| Journée  | 1   | 2   | 3   | 4  | 5  | 6  | 7   | 8   | 9   | 10 | 11 | 12 | 13 | 14 | 15 | 16 | 17 | 18 | 19 | 20 | 21 | 22 | 23 | 24 | 25 | 26 | 27 | 28 | 29 | 30 | 31 | 32 | 33 | 34 | Journées en tête |
| -------- | --- | --- | --- | -- | -- | -- | --- | --- | --- | -- | -- | -- | -- | -- | -- | -- | -- | -- | -- | -- | -- | -- | -- | -- | -- | -- | -- | -- | -- | -- | -- | -- | -- | -- | ---------------- |
| Résultat | D   | N   | N   | V  | V  | D  | D   | D   | V   | V  | V  | V  | V  | D  | V  | D  | V  | D  | D  | D  | N  | V  | V  | V  | V  | D  | V  | D  | N  | N  | V  | D  | V  | D  | —                |
| Rang     | 12e | 14e | 11e | 8e | 6e | 6e | 12e | 16e | 14e | 7e | 6e | 4e | 2e | 4e | 4e | 4e | 3e | 7e | 8e | 9e | 9e | 8e | 5e | 3e | 3e | 4e | 4e | 4e | 4e | 5e | 4e | 6e | 5e | 6e | 0                |

## Joueurs et encadrement technique

### Effectif professionnel
En grisé, les sélections de joueurs internationaux chez les jeunes mais n'ayant jamais été appelés aux échelons supérieur une fois l'âge limite dépassé.

## Statistiques

### Statistiques collectives
| Compétition       | Débute au tour | Termine   | Matches joués | Gagnés | Nuls | Perdus | Buts pour | Buts contre | Différence |
| ----------------- | -------------- | --------- | ------------- | ------ | ---- | ------ | --------- | ----------- | ---------- |
| Bundesliga        | -              | Sixième   | 34            | 16     | 5    | 13     | 62        | 47          | +15        |
| Coupe d'Allemagne | 1er Tour       | Vainqueur | 5             | 5      | 0    | 0      | 16        | 6           | +10        |
| Coupe des coupes  | 1er Tour       | Vainqueur | 9             | 6      | 2    | 1      | 13        | 8           | +5         |
| Total             | -              | -         | 48            | 27     | 7    | 14     | 91        | 61          | +30        |

### Statistiques individuelles
(Mis à jour le )
| Numéro | Nat. | Nom | Championnat | Championnat | Championnat    | Championnat | Championnat  | Ligue Europa | Ligue Europa | Ligue Europa   | Ligue Europa | Ligue Europa | Coupe d'Allemagne | Coupe d'Allemagne | Coupe d'Allemagne | Coupe d'Allemagne | Coupe d'Allemagne | Total | Total       | Total          | Total  | Total        |
| Numéro | Nat. | Nom | M.j.        | But inscrit | Passe décisive | Averti      | Carton rouge | M.j.         | But inscrit  | Passe décisive | Averti       | Carton rouge | M.j.              | But inscrit       | Passe décisive    | Averti            | Carton rouge      | M.j.  | But inscrit | Passe décisive | Averti | Carton rouge |
| ------ | ---- | --- | ----------- | ----------- | -------------- | ----------- | ------------ | ------------ | ------------ | -------------- | ------------ | ------------ | ----------------- | ----------------- | ----------------- | ----------------- | ----------------- | ----- | ----------- | -------------- | ------ | ------------ |
|        |      |     | 0           | 0           | 0              | 0           | 0            | 0            | 0            | 0              | 0            | 0            | 0                 | 0                 | 0                 | 0                 | 0                 | 0     | 0           | 0              | 0      | 0            |